# 8-я армия (Российская империя)

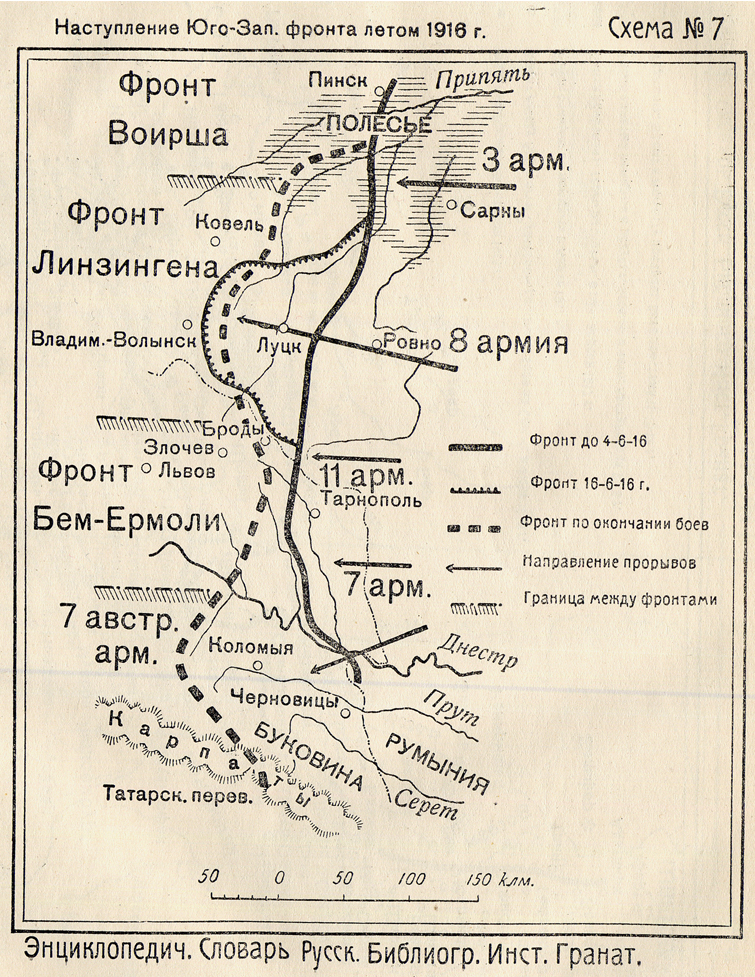
Схема наступления 8-й армии Юго-Западного фронта, июнь 1916 года.

8-я армия (8 А, «Брусиловская армия») — временное общевойсковое оперативное формирование (объединение), образованное из соединений и частей Одесского и других военных округов с началом Первой мировой войны.
В имперский период России в соответствии с руководящими документами Военного ведомства полевые армии империи являлись временными формированиями полевых войск создававшимися на время вооружённого конфликта (ведения военных действий). Полевое управление (штаб) 8-й полевой армии образовано в июле 1914 года на базе штаба Одесского военного округа России. На конец 1917 года штаб армии размещался в Могилёве-Подольском. Армия расформирована в январе 1918 года (приказано считать с 12 января 1918 года), некоторые армейские формирования вошли в состав армий РККА, например Донецкой.

## Состав
Состав армии в августе — сентябре 1914:
- Штаб армии: 1-й взв. 3-го полев. жанд. эск., 8-я искровая рота, авиационные отряды VII и XII корпусов, 3-й полевой авиационный отряд Русского Императорского Военно-воздушного Флота.
- Армейская конница: 12-я кав. дивизия; 2-я сводно-казачья дивизия; 1-я кубанская каз. дивизия; 2-я кубанская каз. дивизия; терская казачья дивизия. Всего: 116 эск. и сот., 16 пул.. 60 конных орудий.
- VII армейский корпус: 13-я и 34-я пех. дивизии; 3-й Ейский казачий полк; 32-я отд. донская каз. сотня; 7-й морт. артил. дивизион: 12-й сап. бат. Всего: 32 бат., 64 пул., 9 эск. и сотен, 96 орудий, 12 мортир, 3 сап. и 1 телегр. роты, 1 рота погр. стражи.
- XII армейский корпус: 12-я, 19-я и 65-я пех. дивизии; 3-я стр. бригада; 2-й Урупский и 3-й Уманский каз. полки; 12-я отд. донская каз. сотня; 2-й конно-горн. артилл. дивизион; 12-й морт. артил. дивиз.; 5-й сап. бат. Всего: 48 бат., 112 пул., 15 сотен, 168 орудий, 24 горных и конно-горных орудия, 12 мортир 3 сап. и 1 телегр. роты.
- VIII армейский корпус: 4-я стр. бригада; 14-я и 15-я пех. дивизии; 8-й морт. артил. дивизион; 11-й сап. бат. Всего: 40 бат., 96 пул., 2 сот., 120 орудий, 12 мортир, 3 сап. и 1 телегр. роты, 1 рота погр. стражи.
- XXIV армейский корпус: 48-я и 49-я пех. дивизии; 18-й Оренбургский каз. полк; 35-я отд. донская каз. сотня; 24-й морт. артил. дивиз.; 24-й сап. батальон. Всего: 32 бат., 64 пул., 7 сот., 96 орудий, 12 мортир, 3 сап. и 1 телегр. роты.
- Днестровский отряд: 2 бриг. 12-й пех. дивизии; 3-й горн. див. 12-й арт. бриг.; 1-я, 2-я, 3-я и 4-я сотни хотинской бригады погр. стражи; 10-я отд. сапёрная рота; 2 горн. арт. парка; один полевой под. гос.; полевая подв. хлебопекарня № 95. Всего: 8 бат., 16 пул., 4 сотни, 16 горных орудий, 1 сап. рота, 4 роты погр. стражи
- 5-й понтонный батальон, 2 дивизиона 4-й тяж. арт. бригады (12 тяж. орудий),
- Всего в 8-й армии: 160 батальонов, 352 пулемётов, 153 эскадронов и сотен, 480 орудий, 60 конных, 28 горных и конно-горных, 48 мортир, 13 сапёрных и 4 телеграфных роты, 2 понтонных батальонов, 6 рот пограничной стражи, 18 аэропланов.
- Тыловые учреждения 8-й армии: 5 местных артил. парков: скоростр. № 4, 29 и 30, морт. № 7 и горный № 8; 7 полевых хлебопекарен № 71, 77, 79, 92 — 95; 6 полевых подвижных госпиталей № 355—358, 367 и 368; 10 запасных госпиталей № 121—122, 129—131, 134—138; 2 военно-санитарных транспорта № 38 — 39; 15 военных транспортов; 19 вольнонаёмных транспортов.

В ходе войны в разное время в составе армии находились 1-й и 2-й гвардейские корпуса, 1-й, 5-й, 11-й, 16-й, 17-й, 18-й, 23-й, 24-й, 28-й, 30-й, 32-й, 33-й, 39-й, 40-й и 46-й армейские корпуса, 2-й, 4-й 5-й и Сводный кавалерийские корпуса.
На конец 1917 года объединение имело в своём составе:
- Полевое управление (штаб)
  - управление заведующего автомобильной частью армии, с 1915 года
  - управление начальников инженеров армии, с 6 февраля 1916 года
  - управление инспекторов артиллерии армии, с 5 марта 1916 года
  - отдел по демобилизации штаба армии, в 1917 году
  - в штаб армий был назначен военный комиссар Временного правительства, после Февральской революции 1917 года
- XI армейский корпус
- XVI армейский корпус
- XXIII армейский корпус
- XXXIII армейский корпус
- II кавалерийский корпус

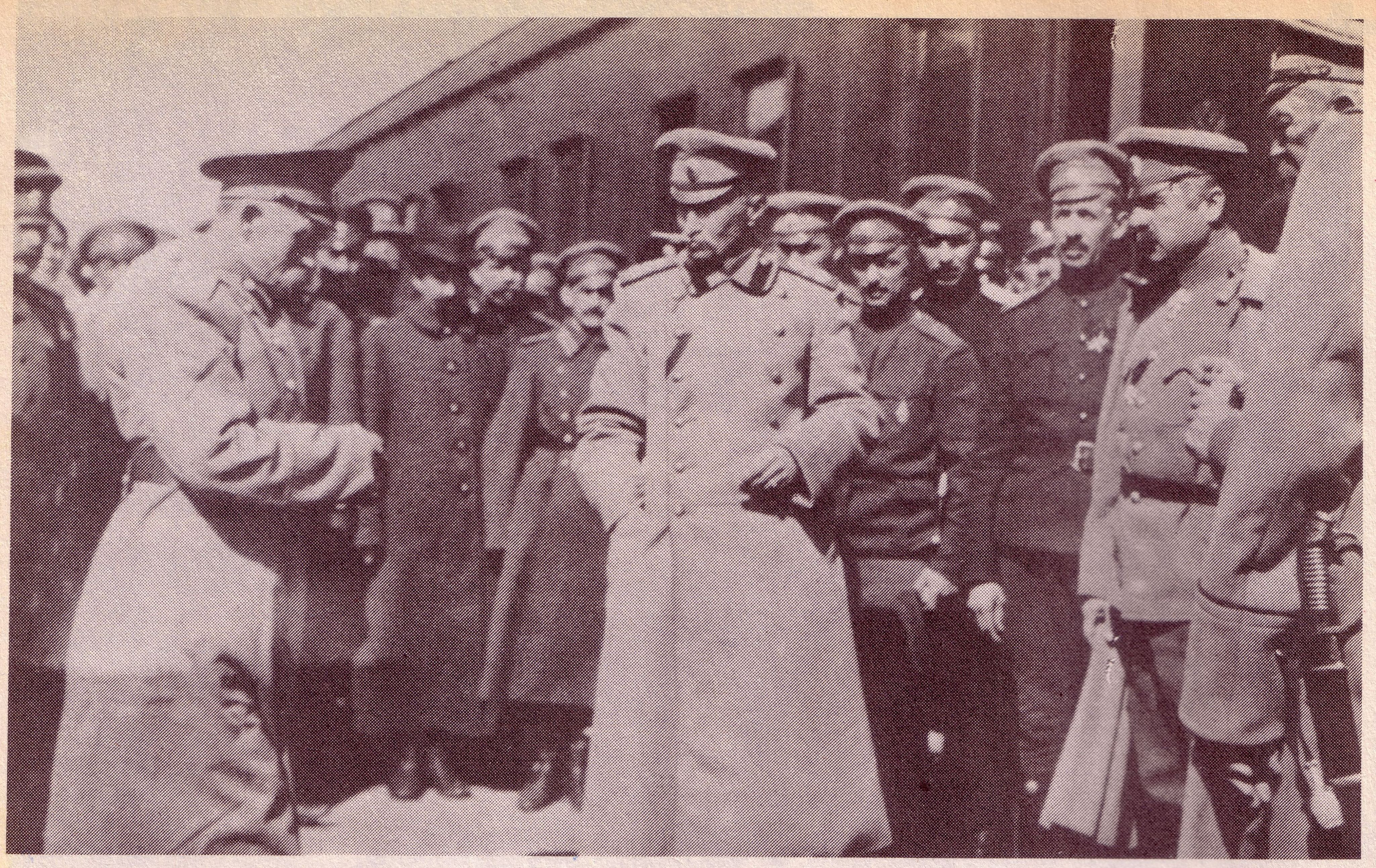
Командующий армией Брусилов на перроне Самбора встречает царя, апрель 1915
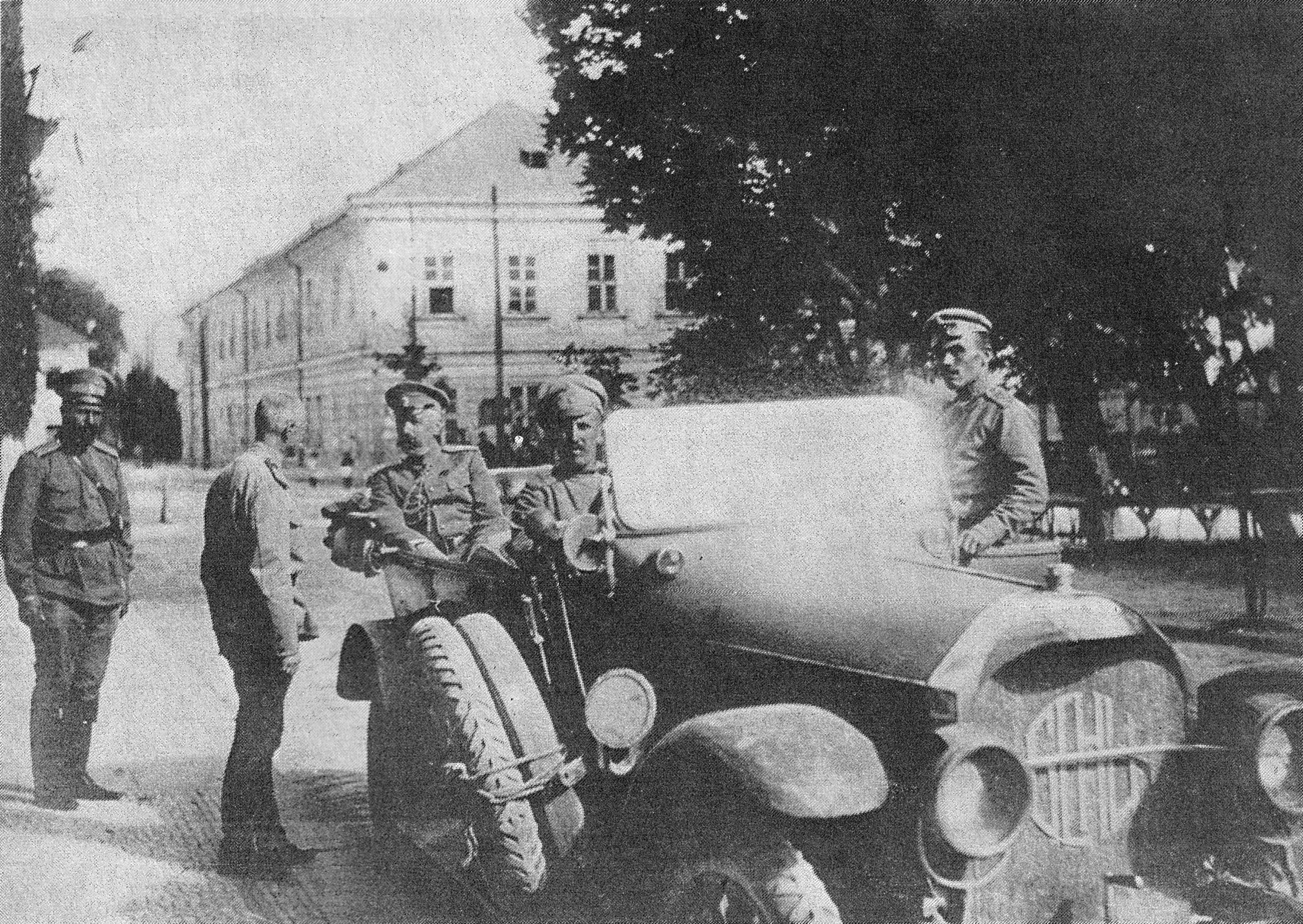
Брусилов и вел. кн. Георгий Михайлович во время Великого отступления перед штабом армии, лето 1915
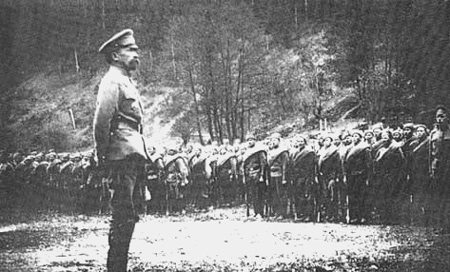
Главнокомандующий Лавр Корнилов перед фронтом войск. 1917

## Формирование
Новое мобилизационное «расписание № 20» предположено было ввести только в конце 1914 г., и с ним согласованы были планы развертывания русских вооруженных сил в случае войны с Тройственным союзом. Пока же армия руководствовалась старым расписанием («измененное 19-е»), и потому мобилизационные планы, не соответствовал и порядку развертывания. Так, например, плана формирования штаба и управления новой 8-й армии не существовало вовсе. Высший состав армии был назначен телеграммой из Петербурга 31 июля, то есть в первый день мобилизации. Прочий личный состав мне пришлось набирать экспромтом с большими трудностями, в хаосе первых дней мобилизации. А тыловые учреждения были составлены для 8-й армии только на 15-й день мобилизации…— Деникин А. И., Путь русского офицера (М.: Современник, 1991)c. 241

## Боевой путь

### 8-я армия в сражениях Первой мировой войны 1914—1915 гг.
Боевой путь 8-й армии начался активным участием в Галицийской битве. 2/15 августа 1914 года Главнокомандующий войсками Юго-Западного фронта генерал Иванов Н. И. директивой ставит перед командующими армиями задачу: не ожидая окончания сосредоточения войск перейти в наступление, нанести поражение австро-венгерским войскам и воспрепятствовать отходу значительных сил противника на юг за Днестр и на запад к Кракову. С целью выполнения директивы 3-я и 8-я армии должны были начать наступление на Львов. 5/18 августа 8-я армия — на фронт Ходоров-Галич с целью блокирования отхода противника за Днестр. 6/19 августа 3-я армия — на фронт Куликов — Миколаев. К 7/20 августа 8-я армия должна была достичь реки Збруч, 3-я армия — занять линию Остров-Рудня-Дунаев-Вышновец. При этом 8-я армия должна была способствовать выполнению, возложенной на 3-ю армию задачи.
К концу июля 1914 года 8-я русская армия была сосредоточена на линии Печески — Проскуров — Антоновцы — Ярмолинцы. К началу боевых действий в 8-й армии было не четыре, а три неполных корпуса : XXIV -й корпус только начал подходить к месту сосредоточения. Развертывание армии прикрывалось двумя кавалерийскими дивизиями : 12 -й и 2-й Сводной казачьей. Остальные три дивизии прибывали к месту развертывания (1-я и 2-я Кубанские казачьи и Тверская казачья). Посредством воздушной разведки неприятель был обнаружен на реке Серет, по линии Тарнополь — Теребовля — Чортков. На реке Збруч кроме пехотных застав XI-го австрийского корпуса находились три австро-венгерские кавалерийские дивизии (8-я, 1-я, 5-я гонведная).

### Первые боевые столкновения у Городка и реки Серет
4/17 августа 1914 года 5-я гонведная австро-венгерская кавалерийская дивизия XI-го австрийского корпуса атаковала 2-ю русскую сводную казачью дивизию. Казачья дивизия находилась впереди левого фланга армии у Городка, усиленная четырьмя ротами пехоты . Для встречи противника пехота заняла «густою цепью» околицу села, а также возвышенность. За левым флангом пехоты, уступом находилась Кавказская казачья бригада. Пулемёты казачьей дивизии были поставлены так, что могли обстреливать всю местность впереди пехоты. Конно-артиллерийский дивизион занял позицию за селом. Донскую казачью бригаду начальник дивизии оставил в резерве. Австро-венгерская конница, подходя к Городку, развернула сомкнутый строй и без разведки атаковала. «Бессмысленную, храбрую атаку» противника части дивизии встретили артиллерийским, ружейным, а также фланговым пулеметным огнём, кавказские казаки ударили по ним с фланга и тыла :
 трупы перебитых людей и лошадей остались лежать на поле битвы, одиночные люди и лошади бегали по полю по всем направлениям, а остатки этой дивизии бросились беспорядочной толпой наутек 
.
Начальник 2-ю сводной казачьей дивизией генерал Жигалин, имея в своем распоряжении свежую Донскую казачью бригаду, не стал преследовать разбитого врага. Брусилов А. А., недовольный действиями генерала отстранил его. Дивизию возглавил генерал-майор Павлов. 4/17 августа одновременно с нападением 5-й гонвенской кавалерийской дивизии на Городок, 1-я австро-венгерская кавалерийская дивизия, поддержанная 36-м ландверным пехотным полком 43-й австро-венгерской пехотной дивизии, выдвинулась в сторону г. Каменец-Подольск. Главнокомандующий генерал Иванов Н. И. предложил генералу Брусилову А. А. направить необходимые силы и прикрыть город от вражеского нашествия. Брусилов А. А. сообщил :
 что разбрасывать свои силы перед самым началом боевых действий я не считаю возможным, а что когда я перейду в наступление и вступлю на австрийскую территорию, то эта колонна, боясь быть отрезанной, сама побежит назад 
Главнокомандующий с доводами Брусилова согласился и отменил свое распоряжение. Противник занял Каменец-Подольск. Ополчение города из семи рот отошло без боя к Новой Ушице. Впоследствии, узнав о форсировании русскими реки Збруч, противник спешно покинул Каменец-Подольск и полностью вернул контрибуцию.
 Это было совершенно естественно, потому что они хорошо понимали, что если они возьмут контрибуцию с жителей Каменец-Подольска, то и я (Брусилов А. А.), в свою очередь, заняв Тарнополь, Трембовлю и Чортков, не пощажу этих городов и обложу их такой же, если не большей, контрибуцией 
.
Утром 5/18 августа 2-я сводная казачья дивизия выступила на Гусятин К востоку от Гусятина 6/19 августа дивизия вступила в бой с австро — венгерской пехотой. Генерал Павлов решил атаковать не «в лоб», а обойти расположение неприятельской пехоты. 7/20 августа дивизия форсировала Збруч (являвшуюся нашей государственной границей) севернее Гусятина . 9/22 августа генерал Павлов взял город Чертков, разгромив батальон 95-го пехотного полка австро-венгерской армии. Севернее 2-ю сводной казачьей дивизии впереди правого фланга 8-й армии в направлении на Волочиск — Тарнополь шла 12 кавалерийская дивизия под командованием генерала Каледина. В своих воспоминаниях И. Г. Седов , полковник, командир 5-й Донской казачьей батареей, входивший в состав 12-й кавалерийской дивизии, воспроизводит следующую картину арьергардного боя под Тарнополем. 9 -го августа дивизия беспрепятственно подошла к Тарнополю. Город и вокзал были расположены в долине. Шла эвакуация. Начальник дивизии приказал с открытой позиции открыть интенсивный огонь по вокзалу. «Не успели мы выпустить несколько снарядов, как на нас с нескольких сторон навалилась неприятельская артиллерия разных калибров. Батареи были забросаны шрапнелями и бомбами. Стрелять и наблюдать не было возможности». Появились раненые и убитые : это был первый серьезный бой, решение о выборе позиции было ошибочным. Для батареи можно было выбрать закрытую и замаскированную позицию. Однако, не было произведено надлежащей разведки. Сказалось отсутствие опыта. На следующий день Тарнополь был оставлен и «мы двинулись по стопам отступающего». Каждый день приходилось вести бои с арьергардами противника, которые ночью уходили, чтобы «к утру опять зацепиться и драться с нами». Это позволяло австрийцам отступать в полном порядке. Однако, не всегда противнику удавалось сохранять порядок при отступлении. Брусилов пишет, что при подходе к реке Коропец разгорелся серьезный бой. Противник обратился в бегство. Была захвачена почти вся артиллерия, много боеприпасов, а также пленных. «При допросе они показали, что были уверены, что мы ещё на Серете и что столкновение с нами оказалось для них большим неприятным сюрпризом».

### Марш — манёвр 8 армии у Гнилой Липы
3 -я армия генерала Рузского в составе четырёх корпусов (XXI, XI, IX, X), тесня противника, с большим трудом продвигалась к Львову. XXI-й корпус находился на правом фланге у Каменка Струмилова, а X-й корпус на левом у Поморжаны в 28 км южнее Злочева. Наступил момент, когда армия была вынуждена остановиться, „не имея возможности осилить врага“. Необходимо было оказать поддержку. К 14/27 августа 1914 года 8 -я армия располагалась на левом берегу Золотой Липы в составе трех корпусов (VII, XII, VIII). VII корпус на правом фланге у Брзежан , XII в центре, VIII на левом фланге армии у Монастыриска. 24-й корпус не успевал и постепенно прибывал к месту сосредоточения уступом за левым флангом VIII корпуса. Противник имел значительные силы на правом берегу Гнилой Липы . Учитывая обстановку, генерал Брусилов приказал направить головную бригаду 24-го корпуса «форсированным маршем к Галичу для облегчения положения VIII — го корпуса». 24 корпусу выдвинуться к Галичу и оставаться в виде заслона для обеспечения левого фланга 8-й армии. Одновременно, командующий приказал трём корпусам (VII, XII, VIII) совершить ночной фланговый марш (примерно 18-20 верст), чтобы «примкнуть к левому флангу 3-й армии и развернуться против главных сил противника». Движение войск предполагалось совершить «под носом» у противника. Начальник штаба 8 армии генерал Ломновский считал намеченный марш очень рискованным. Однако, генерал Брусилов был убежден, что австрийцы, не рискнут давать бой: река Гнилая Липа была заболочена и трудно проходима, а «неприятель выпустил из своих рук инициативу и думает лишь о том, чтобы прикрыть Львов». Фланговый марш был выполнен "без всяких препятствий со стороны противника».

### У Гнилой Липы

#### План сражения
XII и VIII корпусам 8 русской армии предписывалось атаковать противника, связав его с фронта. Форсирование реки произвести после обнаружения охвата левого фланга 2-й австро-венгерской армии нашим VII корпусом. VII корпус должен был перейти Гнилую Липу, отбросить левый фланг австро-венгерской армии к югу и отрезать неприятельскую группу от 3-й австро-венгерской армии генерала фон Брудерманна . VIII корпус должен был загнуть свой левый фланг и отбить атаки гарнизона крепости Галич. XXIV корпусу выдвинуться к Галичу и взять крепость .

#### Сражение
16/29 августа после полудня к Гнилой Липе стали походить корпуса 8 армии, примыкая к левому флангу 3-й армии генерала Рузского. В район населенных пунктов Янчин — Болотня с севера подошли части 13 -й, c юга части 34-й пехотных дивизий VII корпуса. Артиллерия VII корпуса занимала удобные позиции, а пехота, сближаясь с противником, устанавливала удобные места для переправы. XII русский корпус наступал на участок Руда — Рогатин двумя колоннами : в правой колонне шли части 12-й и 65-й пехотных дивизий на Стратин, в левой — части 19-й пехотной дивизии на Рогатин. К 4 часам дня 73-й Крымский и 74-й Ставропольский полки 19-й пехотной дивизии развернулись для атаки противника : форсировали Гнилую Липу северо-западнее Рогатина и выбили последнего с занимаемой позиции. Южнее XII корпуса к Гнилой Липе шел VIII корпус . Правофланговая 14-я пехотная дивизия VIII корпуса двигалась к селу Лучиницы. Встретила сильное сопротивление неприятеля. Однако, к вечеру австро-венгерские войска были оттеснены на западный берег Гнилой Липы. Левофланговая 15-я пехотная дивизия VIII корпуса шла на Бурштын двумя колоннами побригадно. 2-я бригада, шедшая в правой колонне, выбила австро-венгров с занимаемых позиций у Бурштын. 1-я бригада, шедшая в левой колонне, была атакована у Жалиборы. Авангард Прагского полка 1-й бригады занял возвышенность северо-западнее Жалибор и «блестящим ведением огня и контратаками отбивал до темноты атаки превосходящих сил противника». Ночью полковник Кушакевич развернул Прагский полк и с криком «ура» атаковал : австрийские войска бежали, «наткнулись на Модлинский полк» и были разгромлены. В ночном бою с 16/29 на 17/30 августа левый фланг VIII корпуса был поддержан 3-й стрелковой бригадой, присланной из 24 корпуса.
Против русских корпусов на Гнилой Липе находились две армии: с юга 2-я австро-венгерская армия генерала фон Бём-Эрмоли и с севера 3-я австро — венгерская армия генерала фон Брудерманна. Между правым флангом 3-й армии генерала Брудерманна и левым флангом 2-й австро-венгерской армии был промежуток. Этот промежуток прикрывала 4-я австро-венгерская кавалерийская дивизия у Руды. Генерал Конрад планировал оказать помощь Брудерманну переходом в наступление 2-й австро-венгерской армии во фланг наступающим корпусам 8 русской армии. Для реализации задуманного он решил образовать из 2-й армии две группы: одну у Рогатина по командованием генерала Мейкснера, а другую у Галича по командованием генерала Карга.
Утром 17/30 августа части VII корпуса пошли в наступление. Форсирование производилось в условиях отличной артиллерийской поддержки. Тем не менее, обнаружились и слабые места : наступление шло через болотистую долину и переправу, которая жестко обстреливалась. Необходимо было приободрить пехоту. Учитывая обстановку, командир 34-й пехотной дивизии генерал-лейтенант Баташев, командир бригады генерал-майор Котюжинский, а также командиры батальонов 135-го Керчь-Еникольского полка полковники Файдыш и Рагозин, командир батальона 133-го Симферопольского полка подполковник Аветчин, вышли вперед своих цепей, скомандовали «Вперед! В атаку!», увлекая солдат. Бойцы как один поднялись и неудержимо двинулись вперед . В атаке был убит полковник Рагозин. Генерал Баташев, раненный в голову, и Аветчин, раненый в шею пулей на вылет, перевязанные, так и шли в атаку. Около версты продвигались вброд и по болоту через Гнилую Липу, ворвались в траншеи противника и захватили позицию. Было захвачено более 1000 пленных, знамя 50 австрийского полка, много пулемётов..
 Вслед за успехом 34-й дивизии фронт противника был опрокинут к северу и югу от населенных пунктов Янчин — Болотня. Всё ринулось вперед, как поток, прорвавший плотину . Противник стал поспешно отходить в трудных условиях : днем под нашим натиском, неся огромные потери… 
Конная разведка 12-й кавалерийской дивизии генерала Каледина вечером 16/29 августа «нащупала», указанный выше, промежуток между правым флангом 3-й армии генерала Брудерманна и левым флангом 2-й австро-венгерской армии. До рассвета 17/30 августа Каледин поднял свою дивизию и двинул на Руду с тем, чтобы форсировать Гнилую Липу и выйти в тыл австро-венгерским войскам, которые противостояли 19-й пехотной дивизии XII русского корпуса. В 5 часов утра авангард 12-й кавалерийской дивизии форсировал Гнилую Липу у Руды. К юго-западу от села вступил в бой с крупными силами противника. Каледин спешил дивизию . Противник угрожал выйти в тыл. Дивизия отошла в лес, где продолжала упорно сопротивляться, переходя в контратаки. Учитывая огромное значение переправы у Руды, в самую тяжелую минуту боя Каледин произнес : « Все здесь умрем, но ни шагу назад…» :
 весь день 17/30 августа наша 12-й кавалерийская дивизия провела в пеших боях с упорным противником, но и эти бои закончились для нас удачно и успешно, и вся 12-й кавалерийская дивизия под Рудой, сдала блестяще первый крайне трудный экзамен, сдержав в течение дня яростный натиск многочисленной неприятельской пехоты. Отбивая атаки в пешем строю и удачно маневрируя всеми своими огневыми средствами, 12-й кавалерийская дивизия удержала положение 8-й русской армии на участке XII корпуса на Гнилой Липе 
Помощь 12-й кавалерийской дивизии оказал 45-й Азовский пехотный полк. Полк находился в резерве правофланговой группы XII корпуса и вышел к Гнилой Липе «случайно» у Руды . Исполняя просьбу Каледина, полк авангардом из двух батальонов атаковал противника, наседавшего на кавалерийскую дивизию. Управление этим «путаным» лесным боем было затруднено. Сопротивление русских войск «держалось всецело на доблести войск и инициативе младших командиров». К вечеру 17/30 августа к Руде подошел 261-й Евпаторийский пехотных полк , 65 -й пехотной дивизии. Русские войска перешли в наступление . Противник стал отступать. К ночи части 65-й пехотной дивизии вышли к селу Черче.
В то время как корпуса армии Брусилова совершали смелый ночной марш-маневр (15/28 — 16/29 августа), вступая сходу в боестолкновение с противником и проявляя при этом исключительную доблесть, храбрость, самопожертвование, корпуса правого фланга 3 армии генерала Рузского — бездействовали. По мнению Брусилова 3-я армия не имела достаточных сил для продолжения наступления. Однако, Головин Н. Н. писал, что данное бездействие было странным : по состоянию на 13/26 — 16/29 августа правый фланг 3 русской армии имел почти четырёхкратный перевес над противником. Указанное поведение генерала Рузского «дало врагу передышку на его важнейшем, в стратегическом отношении, левом фланге» и позволило 3 -й австро-венгерской армии вновь обрести свободу действий, усилить войска. К 17/30 августа перевес снизился до двойного. . Существовал приказ Главнокомандующего армиями Юго-Западного фронта генерал — адъютанта Иванова Н. И. о развитии наступления правым флангом 3-й русской армии (XXI русским корпусом) в обход Львова с севера, исключающего 2-3 дневную остановку.
 Однако, в течение всего дня 16/29 августа (день наиболее критический для 5-й русской армии генерала Плеве) XXI корпус бездействовал ; 69-я правофланговая пехотная дивизия по-прежнему стояла у Каменки Струмиловой, а 44 и 33 пехотные дивизии отдыхали на фронте Желехов — Задворье. 11-я кавалерийская дивизия выдвинулась к Теодорсгофу и вела разведку на Львов, вместо того чтобы быть направленной через Мосты Вельке в тыл группы эрцгерцога Иосифа Фердинанда (XIV корпус 3-й австро-венгерской армии). 
Выполняя указания генерала Алексеева (начальника штаба армий Юго-западного фронта), 5 — я армия генерала Плеве производила манёвр в западном направлении с целью нанесения удара во фланг 4-й австро-венгерской армии генерала Ауффенбаха, которая наступала в северном направлении «уступом» за правым флангом 1-й австро-венгерской армии. Однако, в результате бездействия генерала Рузского был сорван план завершения окружения фланга 4-й австро-венгерской : 15/28 августа левофланговый XVII корпус 5 -й русской армии был неожиданно атакован группой эрцгерцога Иосифа Фердинанда (XIV корпус) . 17/30 августа, «истекая кровью» (потери составили 30 тысяч, почти 25 % боевого состава), войска генерала Плеве отбивают все попытки австрийцев замкнуть окружение . Плеве попросил у Иванова разрешения отступить "на тот случай, если Рузский не окажет немедленного содействия " . Однако, Рузский упорствует «в своей идее ломить всеми своими силами на Львов». 18/31 августа он отдаёт приказ 3 — й армии перейти в наступление с целью отбросить противника ко Львову.
А. А. Брусилов писал, что «одновременно, с выигранным мною сражением на Гнилой Липе, 3-я армия успешно потеснила противника севернее моей 8-й армии и решительно отбросила его к Львову». 20 августа (2 сентября) воздушная разведка донесла, что отступающие австро-венгерские войска стягиваются к Львовскому железнодорожному вокзалу и поезда один за другим уходят на запад. В этот день Брусилов находился в штабе 3-й русской армии. Было получено донесение от генерала Щербачева (командующего IX корпусом) о том, что команды разведчиков корпуса быстро занимают никем не защищенные львовские форты. Рузский «был сильно озадачен», сомневаясь, что такой важный и крепкий пункт мог быть очищен без серьезного боя. В это же время Брусилов получил донесение, что один из разъездов 12-й кавалерийской дивизии генерала Каледина вошел во Львов, который был очищен от противника и жители города встретили офицера с 12-ю драгунами очень приветливо :
 совершенно ясно, писал А. А. Брусилов, что Львов так быстро пал благодаря совокупным действиям 3-й и 8-й армий, и без моего флангового марша, без того, что противник был разбит на Гнилой Липе, а мои войска продвинулись к югу от Львова (в тыл войскам, противостоящим 3-й армии), этот город без боя очищен бы не был 
.
А. А. Брусилов писал, что взятие Львова имело огромное моральное значение для русских армий и обеспечило устойчивость левого фланга нашего Юго-Западного-фронта. Сражение у Гнилой Липы показало, что
 австрийцы не ожидали встретить у русских столь хорошо обученную и искусно действующую артиллерию и вообще они недооценивали своего будущего противника во всех отношениях 

### Дальнейшие сражения
В сентябре-октябре 1914 года армия участвовала в Варшавско-Ивангородской операции, обеспечивая левый фланг главных сил русских войск (удерживала оборону по рубежам рек Висла и Сан, частью сил осуществляя первую блокаду Перемышля. В ходе Лодзинской операции группа армий Юго-Западного фронта (3-я, 8-я, 11-я армии) также обеспечивала левый фланг основных сил, оттеснив 2-ю, 3-ю и 4-ю австро-венгерские армии вглубь Карпат и значительно способствуя успеху сражения.
С января по апрель 1915 года армия участвовала в Карпатской битве, но в этой тяжелейшей зимней операции смогла только незначительно продвинуться вперёд. Получив часть освободившихся сил после капитуляции Перемышля, в начале апреля армия возобновила наступление и овладела Бескидскими хребтами, но сил для развития успеха уже не было. Затем около года армия удерживала занятые позиции. В сентябре 1915 года в ходе Луцкой операции 8-я армия нанесла сильное поражение 4-й австро-венгерской армии, в октябре 1915 года у Чарторыйска разгромила 1-ю германскую пехотную дивизию (взято 8 500 пленных). В декабре 1915 года армия участвовала совместно с другими войсками в наступлении на реке Стоход с целью помощи Сербии, которое из-за поспешной и недостаточной подготовки окончилось неудачей.
В начале Брусиловского прорыва (май-сентябрь 1916 года) 8-я армия достигла наибольших успехов, наголову разбив 4-ю австро-венгерскую армию и взяв Луцк. В конце июня армия отбила ряд контрударов противника, а в июле вновь перешла в наступление с задачей овладеть Ковелем. Однако прорвать созданный на его подступах оборонительный район не смогла и весь июль, август и сентябрь четыре раза переходила в наступления, закончившиеся безрезультатно.
В ноябре-декабре 1916 года силами 8-й и 9-й армий была проведена частная наступательная операция в Трансильвании, где удалось оттеснить противника.

### Июньское наступление 1917 года
Армия - участница Июньского наступления Юго-Западного фронта. Через 2 дня после начала разработки наступления в армии, возглавляемой генералом Корниловым, 25 июня 1917 года, его войска прорвали позиции 3-й австрийской армии Кирхбаха западнее Станиславова. Уже 26 июня разгромленные Корниловым войска Кирхбаха бежали, увлекая за собой и подоспевшую им на помощь немецкую дивизию.
В ходе наступления армия генерала Корнилова прорвала австрийский фронт на протяжении 30 вёрст, взяла в плен 10 тыс. солдат противника и 150 офицеров, а также около 100 орудий. Были взяты Галич, Станиславов, Калуш. Деникин в своих воспоминаниях позже напишет, что «Выход на Ломницу открывал Корнилову пути на долину Стрый и на сообщения армии графа Ботмера. Немецкая главная квартира считала положение главнокомандующего Восточным фронтом критическим».
Однако последовавший прорыв германцев на фронте 11-й армии, бежавшей перед немцами, несмотря на огромное своё превосходство в численности и технике вследствие своего развращения и развала из-за разлагающей революционной агитации, нивелировал первоначальные успехи русских армий.
На конец 1917 года Полевое управление (штаб) армии размещался в Могилёве-Подольском. 8 А расформирована в январе 1918 года (приказано считать с 12 января 1918 года). Фактически демобилизация войск армии была завершена только в марте 1918 года, тогда же расформирован её штаб.
Формирования 8-й армии в 1918 году составили основу Донецкой армии Вооружённых сил ДКСР, ей же досталась большая часть её вооружения и материальных запасов.

## Командующие
- 28.07.1914 — 17.03.1916 — генерал от кавалерии Брусилов, Алексей Алексеевич
- 20.03.1916 — 29.04.1917 — генерал от кавалерии Каледин, Алексей Максимович
- 29.04.1917 — 10.07.1917 — генерал от инфантерии Корнилов, Лавр Георгиевич
- 11.07.1917 — 25.07.1917 — генерал-лейтенант Черемисов, Владимир Андреевич
- 30.07.1917 — 17.10.1917 — генерал-лейтенант Соковнин, Михаил Алексеевич
- 18.10.1917 — 21.12.1917 — генерал-лейтенант Юнаков, Николай Леонтьевич
- 21.12.1917 — ??.01.1918 — поручик Александрович, Л. А.
- ??.01.1918 — 26.03.1918 — штабс-капитан Геккер, Анатолий Ильич